# Eukleidovy Základy

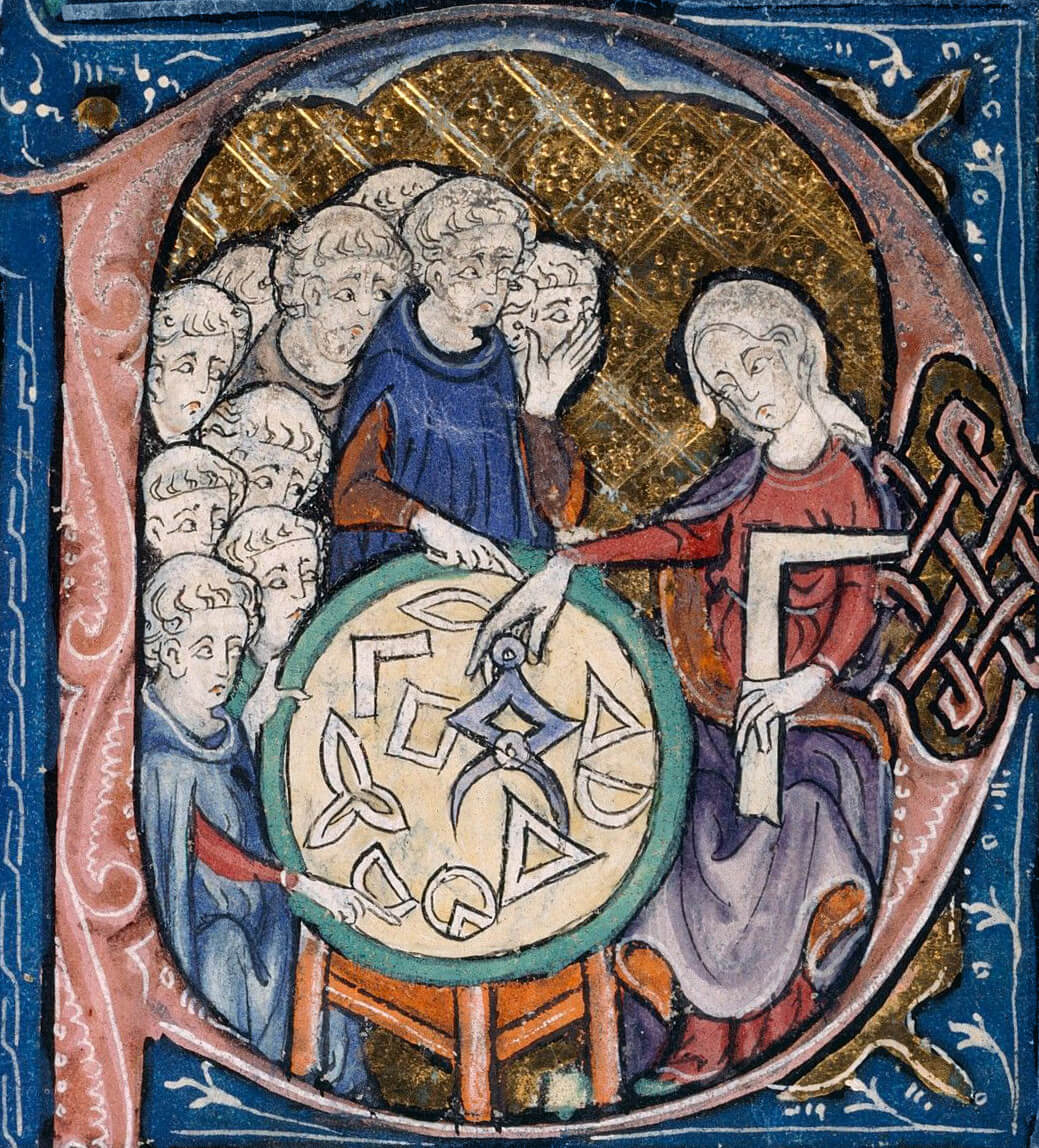
Titulní strana překladu Eukleidových Základů do latiny od Adelarda z Bath. 1309–1316

Eukleidovy Základy (starořecky Στοιχεῖα, Stoicheia) jsou písemné dílo ze starověkého Řecka, které utváří Eukleidovskou geometrii. Na konci 4. století př. n. l. ho sepsal Eukleidés z Alexandrie s využitím starších zdrojů, které se však nedochovaly. Euklides v díle postupuje striktně logicky, kdy jsou nejprve zavedeny základní pojmy a je definováno pět základních axiomů, ze kterých je následně odvozena veškerá tehdejší geometrie, čím položil základy pro deduktivní výstavbu moderních vědních oborů. Eukleidovy Základy, které byly využívány až do druhé poloviny 19. století, byly po bibli nejvíce rozšířeným dílem světového písemnictví a podávají přehled o tehdejších matematických znalostech Řeků. Základy se skládaly ze 13 kapitol, které nazýváme Knihy. Historicky obsahují navíc kapitoly 14 a 15, které k nim ve 2. století př. n. l. připojil Hypsiklés z Alexandrie.

## Obsah
V tomto soupisu je přehled témat, jak se vyskytují v jednotlivých knihách (v závorce je zdroj, ze kterého Eukleidés pravděpodobně čerpal):
- 1. kniha: základy geometrie, rovnoběžky, trojúhelníky a rovnoběžníky, Pythagorova věta (pramen Pýthagorejci)
  - nejprve jsou definovány základní principy, následuje pět postulátů (axiomů) a důkaz platnosti základních rovnic týkajících se trojúhelníků a rovnoběžníků, včetně Pythagorovy věty[1]
- 2. kniha: planimetrie – za použití geometrické algebry (Pýthagorejci)
  - zobecnění Pythagorovy věty pro libovolné trojúhelníky (což předjímalo pozdější kosinovou větu) a vysvětlení konstrukce Zlatého řezu
- 3. kniha: pojednání o kružnici a kruhu (Pýthagorejci)
  - důkaz Thaletovy věty
- 4. kniha: pojednání o tětivových a tečnových mnohoúhelnících a kružnici vepsané a opsané (Pýthagorejci)
  - sestrojování pravidelných mnohoúhelníků
- 5. kniha: pojednání o poměrech (Eudoxos z Knidu)
- 6. kniha: pojednání o geometrické podobnosti (pramen neznámý)
  - teorie poměrů v planimetrii a definice postupu řešení kvadratických problémů pomocí geometrie
- 7. kniha: pojednání o teorii čísel – ta je budována pomocí geometrie a délek úseček (Pýthagorejci)
- 8. kniha: pokračování pojednání o teorii čísel (Pýthagorejci)
- 9. kniha: teorie čísel – prvočísla, důkaz, že prvočísel je nekonečně mnoho (Pýthagorejci)
- 10. kniha: teorie iracionálních čísel (Theaitétos)
  - popis exhaustní metody Eudoxa z Knidu, předchůdce dnešního integrálního počtu, tehdy převratný důkaz existence iracionálních čísel
- 11. kniha: stereometrie – pojednání o geometrii těles
- 12. kniha: pojednání o povrchu a objemu těles (Eudoxos z Knidu)
- 13. kniha: pojednání o pravidelných (Platonských) tělesech (Theaitétos)
  - sestrojení pěti platónských těles vepsaných do kulové plochy a důkaz, že žádná další takové tělesa neexistují

### Eukleidovy postuláty
Eukleid použil pouhých pět postulátů (axiomů), aby vystavěl ve svém díle celý zbytek tzv. Eukleidovské geometrie. Následuje jejich znění ve dnešním slova smyslu:
1. Lze vytvořit úsečku, která spojuje dva dané body.
2. Danou úsečku na obou stranách libovolně prodloužit.
3. Lze vytvořit kruh o daném středu, na jehož obvodě leží daný bod.
4. Všechny pravé úhly jsou si rovny.
5. Jestliže úsečka protíná dvě úsečky tak, že na jedné straně je součet vnitřních přilehlých úhlů menší než dva pravé úhly, pak lze na této straně úsečky prodloužit tak, aby se tato jejich prodloužení proťala.

## Historie
Praktická geometrie (zeměměřičství) byla provozována už před Eukleidem. Takzvaní napínači provazů vyměřovali a vytyčovali pozemky a stavby, přičemž je vyznačovali značkami (body), které byly umísťovány do rohů (vrcholy) nebo do jiných významných míst útvarů. Měřili čtyři druhy velikostí: délka, plocha, objem a velikost úhlů. Veličinou délky a obsahu rozuměli délku jednotlivých provazů nebo vzdálenost dvou různých značek. Délku bylo možné vztahovat poměrem k pevně zvolené veličině: olympický stadion (stadium, tj. 192,3 metru), attický stadion (177,5 metru). Plocha byla vztažena ke čtverci o straně zvolené veličiny, a podobně objem ke krychli o hraně zvolené jednotky. Velikost úhlů byla vyjadřována poměrem k velikosti pravého úhlu.

### Vznik Základů
Eukleidés shromáždil a uspořádal Základy  (starořecky Στοιχεῖα, Stoicheia, latinsky Elementa) pro rovinnou a prostorovou geometrii. Vžitý český název je poněkud zavádějící a je třeba mu rozumět ve smyslu „Základní prvky“, jak to odpovídá latinskému překladu, který byl převzat i do řady moderních jazyků (anglicky Elements). Základy mají výraznou deduktivní strukturu, většina závěrů je odvozena z omezené zásoby definic, postulátů a axiómů. Uspořádány jsou do 13 kapitol, které se v češtině nazývají Knihy, které obsahují výměry (základní pojmy), zásady (axiomy), úkoly prvotné (postuláty) a římskými číslicemi číslované úlohy (věty).
Ze všech vydání Základů prosvítá první princip, podle kterého se Eukleidovy Základy zabývají jen těmi geometrickými objekty, které lze umístit do zorného pole geometrů. Antika tak nalezla ve světě geometrie příbytek trvalé, jasné a neměnné pravdy (tzv. epistemie).

### Starověké opisy
Text souboru knih Základů byl už ve starověku při přepisování upravován, takže není možné zrekonstruovat jejich původní podobu a máme tak dnes řadu navzájem odlišných vydání. Lingvistická cesta pro odhalení původní verze už proto není možná, je však možné sledovat cestu věcnou. Nejvíce byla upravována Kniha první, kterou leckdo během historie zpracoval do podoby, o které se domníval, že by to tak správně mělo být.

### Dochované edice a překlady

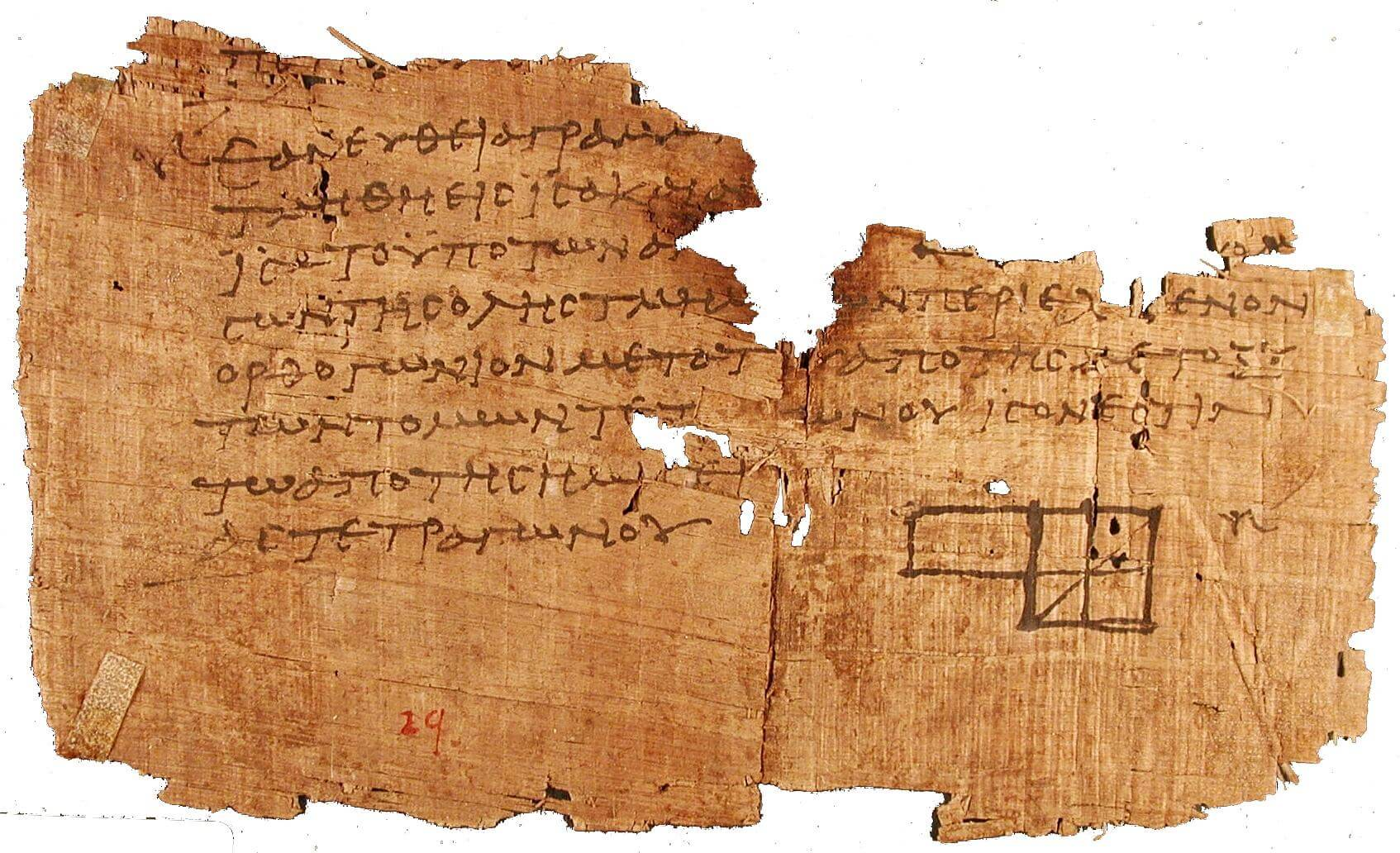
Fragment papyru (P.Oxy. I 29) z Oxyrhynchu s částí Základů (z let 75–125)

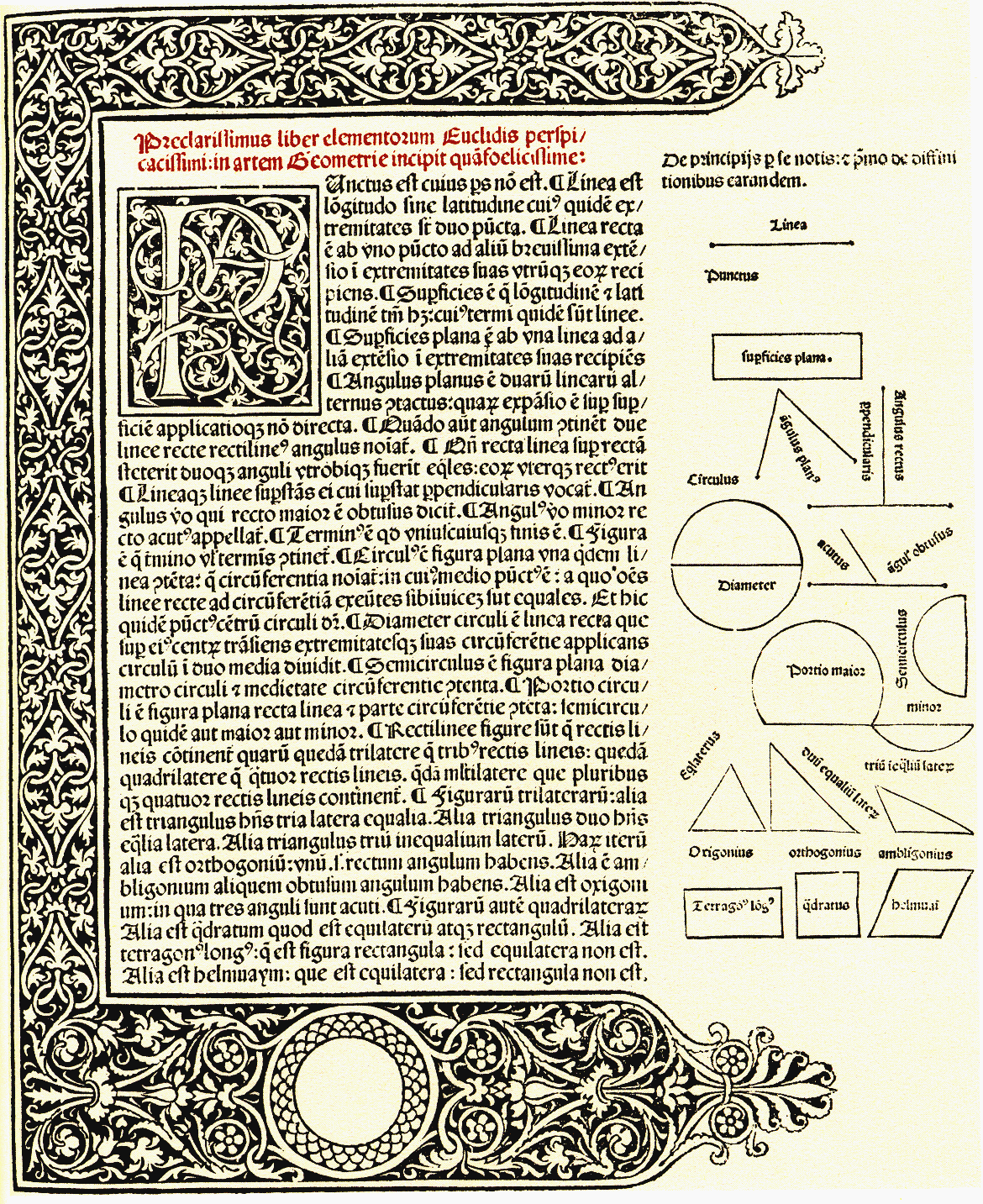
První vytištěné Základy z roku 1482 (textová verze Campana z Novary)

Dochované starověké zlomky textu se liší od celých textů dochovaných ze středověku. Nejstarší v úplnosti dochovaný rukopis pochází z Byzance z roku 888 a dnes je uložen v Bodleian Library v Oxfordu. Starší překlad Boëthiův z řečtiny do latiny (kolem 500) se dodnes zachoval jen zčásti.
Z početných arabských překladů a komentářů byly významné obzvlášť překlady al-Haggaga na konci 8. století a Hunajna ibn Isháka či Thabita ibn Qurra (konec 9. století), případně Nasíra al-Dína al-Túsího (1248).
Za první středověký evropský překlad Základů do latiny vděčíme Angličanu Adelardu z Bathu, jenž je přeložil někdy kolem roku 1120 z arabštiny. Nezávisle na něm pak byly Základy ve stejném století dvakrát přeloženy ve Španělsku v tzv. toledské překladatelské škole, a to Heřmanem Dalmatincem (Hermannus Dalmata) a Gerardem z Cremony. Také v 12. století, avšak na jihu Itálie nebo na Sicílii vznikl od neznámého autora další překlad z řečtiny (podle stylu překladu se domníváme, že tento neznámý autor přeložil též kolem roku 1160 Ptolemaiův Almagest). Další překlad z arabštiny do latiny, a to ten pořízený kol. roku 1145 Robertem z Chesteru, pak posloužil jako základ pro zkompilovanou verzi M. Campana z Novary (1259), která se až do raného novověku stala standardním latinským textem Euklida.
Eukleidovy Základy přirozeně patřily k prvním knihám, které byly vytištěny. První (latinský) tisk připravoval Regiomontanus kolem roku 1460, ale k tisku nedošlo. První latinský výtisk tak vyšel až roku 1482 u E. Ratdolta; pro své kvalitní typografické provedení se stal vzorem pro následující vydání. Kompletní překlad z původní řečtiny od B. Zambertiho pak byl vytištěn v roce 1505. Od té doby byly vytištěny ještě některé důležité práce: překlad od Federica Commandina z řečtiny (1572), podrobně komentované vydání od Christophera Clavia (1574), překlad od F. Peyrarda do francouzštiny (1814–1818), překlad (první části) od Sü Kuang-čchiho a Mattea Ricciho do čínštiny (1607).
Autor Ernesto Ferdinando Augusta vydal v letech 1826 až 1829 v Berlíně nejlepší předkritickou verzi Základů jako soubor všech třinácti knih pod názvem Euclidis Elementa. Další důležitou edicí Základů je vydání Isaaca Todhuntera z roku 1862, které bylo určeno studentům středních škol.

### Heibergova kritická verze
Johann Ludwig Heiberg vydal mezi lety 1883 a 1888 novou řeckou edici Základů jako součást souborného vydání Euclidis Opera Omnia, které v letech 1883 až 1916 vydával spolu s H. Mengem a ve které vycházel z Augustovy verze. Tuto novou, tzv. kritickou verzi Základů sestavil Heiberg na základě podrobného studia většiny dochovaných řeckých rukopisů. Zachovalé překlady rozdělil na dvě skupiny: První tvořily rukopisy založené na theónské verzi, druhou rukopisy založené na tradici předtheónské. Opíral se i o jiné zdroje, zejména o Proklovy a Pappovy komentáře. Ze srovnání zjistil, do jaké míry byla původní Eukleidova verze Základů znehodnocena různými úpravami, přičemž značné rozdíly nalezl v první knize. Ukázal, že staré edice Simsonova typu mají tři postuláty a dvanáct axiomů (11. axiom je vlastně 4. postulátem a 12. axiom 5. postulátem), původní text však měl pět postulátů a deset axiomů. Na druhé straně upozornil, že Hérón znal jen první tři axiomy, Proklos prvních pět axiomů, zbylé chyběly. Heibergova edice shrnula všechny dostupné poznatky o Eukleidových Základech, vycházely z ní všechny další moderní překlady a tisky. Reprint Heibergova díla vycházel v Lipsku v letech 1969 až 1977. Nejcitovanějším anglickým překladem je bohatě komentovaný Heathův překlad Heibergovy kritické řecké edice.

### České překlady
V letech 1870–1871 proběhl první neúspěšný záměr vydat Eukleidovy Základy Jednotou českých mathematiků (spolek pražských vysokoškolských studentů matematiky a fyziky). V roce 1887 zaslal anonymně český překlad Základů včetně dodatečných knih 14. a 15. profesor matematiky Josef Smolík k posouzení Královské české Společnosti nauk. Jeho překlad předkritických řeckých vydání však byl kvůli nekvalitní práci recenzentů zamítnut a nebyl publikován. Roku 1903 vyšel ve výroční zprávě smíchovského gymnázia překlad první knihy Eukleidových Základů, který sepsal František Fabinger na základě kritické verze J. L. Heiberga. Přestože byl překlad dobře hodnocen po stránce jazykové i matematické, autor v práci nepokračoval.
První, jediný a kompletní český překlad je pokritický. Pochází z roku 1907 od profesora klasických jazyků a němčiny Františka Servíta, který používá tehdejší obvyklé značení usnadňující porozumění a odráží předmnožinové pojetí matematiky. Překlad vycházel od roku 1903 postupně ve výročních zprávách gymnázia na Královských Vinohradech a byl dobře hodnocen po stránce matematické i jazykové. Jedná se však o nekomentovaný, a proto méně srozumitelný překlad.
Servítův překlad vyšel znovu v letech 2008–2012 (5 sešitů) v mírné úpravě Petra Vopěnky, který rovněž doplňuje zajímavé úvahy. Nový český překlad vybraných definic a vět společně se zrcadlovým řeckým textem je obsažen v knize Řecké matematické texty (2011).

### Problém přímky a úsečky
Problematickým místem všech překladů je pojem, který je v českém překladu označován jako přímka (podobně jako v překladech latinských, francouzských a německých), protože je ve skutečnosti tím, co dnes nazýváme úsečka. František Servít si toho byl vědom, přesto ve svém překladu název přímka podržel, možná protože byl lingvista, nikoliv matematik. Znovu česky vydané Základy od Petra Vopěnky naopak z věcných důvodů používají tyto pojmy v jejich dnešním významu (došlo tedy k nahrazení pojmů z původního Servítova překladu). Z věcného hlediska je úsečka prvotní, zatímco přímka až druhotná (tj. úsečka protažená až do nekonečna); z hlediska lingvistického je tomu naopak (původní historický význam označoval pojmem přímka omezenou úsečku, resp. část nacházející se v dohledu již zmíněných geometrů).

## Význam Eukleidových Základů
Kromě toho, že třináct knih Eukleidových Základů byly učebnicí geometrie (sepsaných okolo roku 300 př. n. l. a používaných až do současnosti), ovlivnily zásadním způsobem nejen matematiku, ale evropskou vědu vůbec, protože zavedly moderní deduktivní výstavbu vědních oborů. Jsou typickou ukázkou řecké matematické formy, kdy matematika je chápána jako teoretické poznání, tedy systém tvrzení v podstatě oproštěný od praktických motivací. Obsahuje systém obecně formulovaných definic, postulátů a vět spolu s aparátem důkazů založený na dedukci. Pro poznání využívá logické uvažování a sylogismy. Při jejich studiu čtenář zjistí, že není potřeba neustále sledovat výklad a tím vidět, rozumět a pak vědět, nýbrž stačí vědět a nabyté vědomosti využívat k získávání dalších vědomostí za použití logiky. Že je logiku nutné se naučit užívat, dokázal A. R. Lurija, který absenci dovednosti používání logiky doložil na studiu negramotných kmenů v odlehlých oblastech Uzbekistánu v letech 1931 až 1932.
Pojetí matematiky, založené na logice, axiomech, větách a důkazech, které bylo obecně přijímané již v době Platóna a je přijímané v podstatě dodnes, vzniklo v historii, později však bylo již tradičně pod řeckým vlivem. Eukleidés stavěl na dílech předchůdců, které se však z důvodu dokonalosti jeho díla nezachovaly (nebylo potřeba se k nim vracet a tím nebyla potřeba je ani opisovat).

### Neeukleidovská geometrie
Eukleidovy Základy daly základ pro vznik neeukleidovské geometrie, kterou v roce 1829 založil Nikolaj Ivanovič Lobačevskij, když se snažil dokázat pátý Eukleidův postulát týkající se rovnoběžek. V neeukleidovské geometrii platí první čtyři Eukleidovy postuláty (axiomy), ale pátý neplatí (axiom říká, že dvě rovnoběžky se nikdy neprotnou, resp. se protnou v nekonečnu).